# بسته‌بندی پایدار

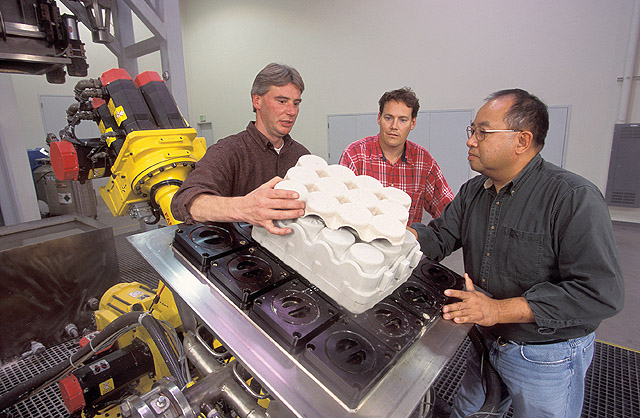
از روزنامه باطله برای بسته‌بندی استفاده می‌شود در اینجا از کاه برای بسته‌بندی استفاده شده‌است.

بسته‌بندی پایدار یعنی توسعه و استفاده از بسته‌بندی‌هایی که منجر به بهبود و افزایش پایداری می‌شود. این موضوع شامل افزایش توجه به منابع مصرف‌شونده در چرخه عمر (LCI) و ارزیابی چرخه عمر (LCA) برای افزایش استفاده از بسته‌بندی‌هایی است که باعث کاهش اثرات مخرب زیست‌محیطی می‌شوند. این موضوع شامل بررسی کل زنجیره تأمین است: از اقدامات اولیه گرفته تا بازاریابی، و سپس پایان عمر کالا (LCA) و تولد دوباره آن. هدف، بهبود استفاده طولانی مدت و کیفیت زندگی برای انسان‌ها و افزایش طول عمر اکوسیستم‌های طبیعی است. بسته‌بندی پایدار باید نیازهای عملکردی و اقتصادی حال حاضر را بدون به خطر انداختن توانایی نسل‌های آینده برای رفع نیازهای خود تأمین کند. توسعه پایدار لزوماً یک حالت نهایی نیست، بلکه یک فرایند مداوم بهبود می‌باشد.
بسته‌بندی پایدار یکی از موارد نسبتاً جدید اضافه شده به ملاحظات زیست‌محیطی در بسته‌بندی (بسته‌بندی و برچسب زدن را ببینید) است. آن تحلیل و مستندسازی بیشتر در طراحی بسته‌بندی، انتخاب مواد، پردازش، و چرخه عمر را ملزم می‌کند. آن فقط (جنبش سبز) مبهمی نیست که بسیاری از کسب و کارها و شرکت‌ها در تلاش بوده‌اند تا در چند سال گذشته آن را در نظر بگیرند. شرکت‌ها این اقدامات سازگار با محیط زیست را برای کاهش انتشار کربن، استفاده از مواد بازیافتی، و استفاده مجدد از اجزای بسته‌بندی اجرا می‌کنند. آن‌ها اغلب تأمین کنندگان، بسته‌بندی کننده‌های قراردادی، و توزیع کنندگان را تشویق می‌کنند به همین ترتیب عمل کنند.
به عنوان مثال، محققان در خدمات تحقیقات کشاورزی به دنبال استفاده از ورقه‌های لبنی به عنوان جایگزینی برای بسته‌بندی‌های نفت هستند. به جای این که از پلیمرهای مصنوعی ساخته شده باشند، این ورقه‌های لبنی متشکل از پروتئین‌هایی مانند کازئین و آب پنیر که در شیر یافت می‌شود، هستند. این ورقه‌ها زیست تخریب پذیر بوده و مانع ورود اکسیژن بهتری به نسبت ورقه‌های شیمیایی مصنوعی هستند. تحقیقات بیشتری باید انجام شود تا کیفیت مانع آبی ورقه‌های لبنی بهبود بیابد، اما پیشرفت در بسته‌بندی پایدار به‌طور جدی در حال پیگیری است.
بازاریابی محیطی خواهان محتاطانه تر ساخته شدن بسته‌ها است. عناوین مبهم شستشوی سبز مانند بسته‌بندی سبز و سازگار با محیط زیست بدون تعریف خاص می‌تواند گیج‌کننده باشد. برخی مقررات مانند کمیسیون تجارت فدرال ایالات متحده، راهنمایی‌هایی برای بسته‌بندی کننده‌ها ارائه می‌کند.
شرکت‌ها به مدت طولانی در حال استفاده مجدد و بازیافت بسته‌بندی در زمانی که از لحاظ اقتصادی به صرفه است، هستند. استفاده از حداقل بسته‌بندی نیز هدف مشترک برای کمک به کاهش هزینه بوده‌است. در سال‌های اخیر، این تلاش‌ها به خاطر جنبش‌های اجتماعی، فشار مصرف‌کنندگان، و مقررات تسریع یافته‌اند. این تمام مراحل بسته‌بندی، توزیع، و تدارکات را شامل می‌شود.
بسته‌بندی پایدار دیگر فقط بر بازیافت متمرکز نشده‌است. با اینکه که بسته‌بندی تنها هدف زیست‌محیطی نیست، اما برای بسیاری از افراد بالاترین اهمیت را دارد. درست یا غلط، بسته‌بندی اغلب به عنوان معیاری برای سنجش پایداری کلی یک شرکت استفاده می‌شود، با اینکه آن تنها درصد کمی از تأثیر کل زیستی را در مقایسه با موارد دیگر مانند حمل و نقل و مصرف آب و انرژی تشکیل می‌دهد.

## معیارها
معیارهای رتبه‌بندی و مقایسه بسته‌بندی بر اساس پایداری شان، حوزهٔ فعال توسعه است. راهنمایی‌های عمومی، معیارها، چک لیست‌ها، و کارت‌های امتیاز توسط چندین گروه منتشر می‌شوند.
دولت، سازمان‌های استاندارد، مصرف‌کنندگان، خرده فروشان، و بسته‌بندی کننده‌ها انواع مختلفی از معیارها را در نظر می‌گیرند.
هر سازمان، اهداف را کمی متفاوت بیان می‌کند. به‌طور کلی، اهداف گسترده بسته‌بندی پایدار عبارتند از:
1. کاربردی[۱۹] - حفاظت از محصول، ایمنی، پیروی از مقررات، و غیره.
2. مقرون به صرفه بودن - اگر بیش از حد گران باشد، بعید است مورد استفاده قرار گیرد.
3. پشتیبانی بلند مدت از سلامت انسان و محیط زیست.

عوامل خاص برای طراحی پایدار در بسته‌بندی ممکن است شامل:
- استفاده از حداقل مواد - کاهش بسته‌بندی، کاهش لایه‌های بسته‌بندی، جرم کمتر (نسبت محصول به بسته‌بندی)، حجم پایین‌تر، و غیره.[۲۰]
- بهره‌وری تدارکات (از طریق چرخه عمر کامل) – استفاده از مکعب، وزن بسته، توانایی حمل و نقل کارآمد، و غیره.[۲۱]
- کارآمدی انرژی، مصرف و محتوای کل انرژی، استفاده از انرژی تجدید پذیر، و غیره.
- محتوای بازیافت شده - به صورت در دسترس و عملکردی. برای مواد در تماس با غذا، ملاحظات ایمنی خاص به خصوص برای استفاده از پلاستیک و کاغذ بازیافتی وجود دارد. مقررات توسط هر کشور یا منطقه منتشر می‌شود.[۲۲][۲۳]
- قابلیت بازیافت - ارزش بازیابی، استفاده از موادی که غالباً و به راحتی بازیافت می‌شوند، کاهش موادی که مانع بازیافت اجزای اصلی می‌شوند، و غیره.
- بسته‌بندی قابل استفاده مجدد - تکرار استفاده مجدد از بسته‌بندی، استفاده مجدد برای مقاصد دیگر، و غیره.
- استفاده از منابع تجدید پذیر در بسته‌بندی.
- استفاده از مواد زیست تخریب پذیر و قابل کمپوست - در زمان مناسب و جلوگیری از آلودگی جریان بازیافت.[۲۴]
- اجتناب از استفاده از مواد سمی برای انسان یا محیط زیست.
- اثرات بر جو / آب و هوا - لایه ازن، گازهای گلخانه‌ای (دی‌اکسید کربن و متان)، ترکیبات آلی فرار، و غیره.
- استفاده از آب، استفاده مجدد، دفع، زباله، و غیره.
- تأثیر بر کارگر: بهداشت حرفه‌ای، ایمنی، تکنولوژی پاک، و غیره.
- ساخته شده از مواد سالم در طول چرخه عمر.
- از لحاظ فیزیکی طراحی شده برای بهینه‌سازی مواد و انرژی.
- استفاده از طراحی انتگرال به منظور کاهش استفاده از مواد.

معیارهای انتخاب شده اغلب به عنوان اساس مقایسه دو یا چند طرح بسته‌بندی مشابه استفاده می‌شوند، نه به عنوان موفقیت یا شکست مطلق. چنین مقایسه چند متغیره اغلب به صورت نمودار رادار (نمودار عنکبوتی، چارت ستاره، و غیره) نشان داده می‌شود.

## مزایا
برخی از جنبه‌های بسته‌بندی سازگار با محیط زیست توسط وضع کنندگان قوانین تعیین می‌شوند و برخی دیگر توسط بسته‌بندی کننده‌ها تصمیم‌گیری می‌شوند. سرمایه گذاران، کارکنان، مدیریت، و مشتریان می‌توانند بر تصمیمات شرکت تأثیر گذاشته و به تنظیم سیاست‌ها کمک کنند. هنگامی که سرمایه گذاران به دنبال خرید سهام هستند، شرکت‌هایی که به داشتن سیاست‌های زیست‌محیطی مثبت شناخته شده‌اند می‌توانند جذاب باشند. سهامداران و سرمایه گذاران بالقوه این را به عنوان یک تصمیم قاطع در نظر می‌گیرند: خطرات زیست‌محیطی کمتر منجر به سرمایه بیشتر با نرخ ارزان‌تر می‌شود. شرکت‌هایی که وضعیت زیست‌محیطی خود را به مصرف‌کنندگان نشان می‌دهند، می‌توانند فروش و همچنین شهرت محصول را افزایش دهند. سبز شدن اغلب یک سرمایه‌گذاری است که می‌تواند بازده داشته باشد.

## هزینه‌ها
فرایند مهندسی بسته‌بندی‌های سازگار با محیط زیست می‌تواند ملاحظات هزینه را دربرداشته باشد. برخی از شرکت‌ها ادعا می‌کنند که برنامه بسته‌بندی زیست‌محیطی شان مقرون به صرفه است. استفاده از برخی مواد جایگزین که قابل بازیافت بوده یا کمتر به محیط زیست آسیب می‌رسانند می‌تواند هزینه‌های افزایش یافته به شرکت تحمیل کند. به هر حال، این زمانی اتفاق می‌افتد که هر محصول به هزینه واقعی تولید به فروش برود. فرایند طولانی و پرهزینه‌ای قبل از ایمن تلقی شدن اشکال جدید بسته‌بندی توسط عموم مردم وجود خواهد داشت و تصویب آن ممکن است تا دو سال طول بکشد. مهم است که توجه داشته باشید که با در نظر گرفتن توسعه یافته بودن اکثر جهان، قوانین محکم، و تغییر در تقاضای عمده خرده فروش‌ها، سؤال دیگر راجع به پایدار شدن یا نشدن محصولات و بسته‌بندی‌ها نیست، بلکه در مورد چگونگی و مدت زمان انجام آن است.

## انتقادات
تلاش در جهت بسته‌بندی سبز در جامعه پایداری حمایت می‌شود، با این حال این‌ها اغلب تنها به عنوان مراحل تدریجی و نه به عنوان یک پایان در نظر گرفته می‌شوند. برخی اقتصاد حالت پایدار واقعی را به تصویر می‌کشند که بسیار متفاوت از تصویر امروز است: تا حد زیادی کاهش مصرف انرژی، حداقل اثرات زیست‌محیطی، وجود بسته‌بندی‌های کمتر برای کالاهای مصرفی، خرید محلی با زنجیره عرضه مواد غذایی کوتاه، غذاهای فرآوری شده کمتر، و غیره. بسته‌بندی کمتر در این اقتصاد مورد نیاز موردنیاز است؛ گزینه‌های بسته‌بندی کمتری وجود خواهد داشت؛ فرم‌های بسته‌بندی ساده‌تر ممکن است لازم باشد.